# Crash (single de Zahara)
«Crash» es el segundo sencillo del tercer álbum de estudio Santa de la cantautora Zahara. El sencillo fue lanzado el 7 de abril de 2015 y cuenta con un videoclip que fue subido a Youtube el mismo día.
- Datos: Q25412225